# 中国社会科学院台湾研究所
中国社会科学院台湾研究所，簡稱中國社科院台研所，是中国社会科学院下属的研究所之一，位于北京市海淀区中关村东路21号，是全面研究台湾政治、经济、社会、文化、对外关系以及两岸问题的综合性学术机构。

## 沿革
中国社会科学院台湾研究所“是经中共中央书记处批准，于1984年9月正式成立的一个全面研究台湾政治、经济、社会、文化、对外关系以及两岸问题的综合性学术机构。 ”中国社会科学院台湾研究所是中国社会科学院下辖30多个研究所中最晚成立的一个研究所，全部经费由中华人民共和国财政部拨给中国社会科学院、再下发给台湾研究所。中国社会科学院台湾研究所与国务院台湾事务办公室等中国社会科学院以外的机构没有从属关系。
1988年，中国社会科学院台湾研究所创办《台湾研究》季刊，是由该所主办的综合性学术刊物；2004年调整为双月刊。1993年，中国社会科学院台湾研究所创办《台湾周刊》，是由该所主办的综合性涉台新闻周刊。
中国社会科学院台湾研究所是中国大陆重要的台湾研究机构之一，经常举办各种学术活动。例如2013年6月29日至30日，前民主進步黨主席謝長廷的台灣維新基金會在香港港島海逸君綽酒店主辦「兩岸關係的發展與創新」研討會，中國社會科學院台灣研究所為協辦單位。2013年10月11－12日，二十一世紀基金會與全國台灣研究會主辦首屆「兩岸和平論壇」，中國社會科學院台灣研究所為協辦單位之一。1991年起，全國台灣研究會、中華全國台灣同胞聯誼會、中國社會科學院台灣研究所每年聯合主辦“海峽兩岸關係學術研討會”，簡稱“三台會”，截至2018年第27屆均未曾停辦。
2023年12月25日，中国社会科学院台湾研究所创办英文學術期刊《中國台灣研究》，為中國大陸第一本專注兩岸關係研究的英文學術期刊。

## 质疑与争议
台湾方面一直对中国大陆各对台机构有很深的疑虑和担忧。2002年，中華民國國家安全局官員於立法院指稱，前中国社会科学院台湾研究所所长姜殿铭是中华人民共和国国家安全部第15局局长；姜殿铭公开身份为新华社记者，后曾任《光明日报》副总编辑，属于宣传部门。2000年12月初，中華民國國家安全局副局长在民主进步党立法院党团会议上称，2000年内曾来台湾进行学术交流的中国社会科学院台湾研究所副所长余克礼“不仅是大陆对台政策的高层智囊，实际身份还是‘国安部第15局副局长”；但最终确认的信息是，中华人民共和国国家安全部与余克礼无任何关系。2005年，余克礼表示，台湾有关方面对大陆对台研究学者的这种指控，是抱着冷战僵化思维，将两岸正常的学术交流政治化。後來余克礼经常访问台湾，并未受到阻拦。但此后台湾内部的类似猜疑仍不绝于耳，例如2015年3月11日《旺報》称，中國社會科學院台灣研究所名義上隸屬中國社會科學院，實際人事和經費均來自中華人民共和國國家安全部，為正局級單位；社科院台研所前身是中共中央調查部台灣研究所，專責台灣情報蒐集與分析，後因中共中央調查部裁撤才移編到國安部。2016年11月《財訊雙週刊》說法類似《旺報》，不同處在於稱中共中央調查部台灣研究所裁撤後分別轉移到中華人民共和國國家安全部與中國人民解放軍總參謀部情報部。《旺報》與《財訊雙週刊》的说法，与2000年中华民国国家安全局副局长的说法如出一辙。
2015年6月15日上午，倫敦政經學院台灣研究計畫室主任施芳瓏與中國社會科學院台灣研究所所長周志懷、中國社會科學院台灣研究所助理研究員張華、廈門大學台灣研究院院長劉國深、廈門大學台灣研究院副院長李鵬、復旦大學台灣研究中心主任信強、復旦大學國際問題研究院副研究員章節根會面，並討論有關中國大陸的台灣政策和兩岸關係、台灣的國內政治發展、美國的亞太政策及其對東亞安全局勢的地緣政治影響。2020年1月14日，《呷新聞》引述倫敦政經學院台灣研究計畫室網站揭露此事，稱中國社會科學院台灣研究所、廈門大學台灣研究院、全國台灣研究會與上海台灣研究所都是「台灣研究、情報蒐集與統戰宣傳，三位一體的中國涉台智庫及情報單位」。

## 机构设置
内设机构
- 台湾政治研究室
- 台湾经济研究室
- 台湾对外关系研究室
- 台美关系研究室
- 综合研究室
- 台湾社会文化与人物研究室
- 《台湾研究》编辑部
- 台湾研究所网站编辑部
- 科研合作处
- 资料室
- 办公室
- 人事处[1]

## 历任所长
- 阚念倚（1984年—？，负责人）[10]
- 姜殿铭（？—1996年）
- 许世铨（1996年—？）[11]
- 李家泉（？—？，副所长主持工作）
- 克禮（2003年—2013年）[12]
- 周懷（2013年12月6日—2017年）[13]
- 杨明杰（2017年—）[14]